# Agunnaryds landskommun
Agunnaryds landskommun var en tidigare kommun i Kronobergs län.

## Administrativ historik
Den 1 januari 1863 började kommunalförordningarna gälla och då inrättades cirka 2 500 kommuner (städer, köpingar och landskommuner), tillsammans täckande hela landets yta.
I Agunnaryds socken i Sunnerbo härad i Småland inrättades då denna kommun. Landskommunen uppgick 1952 i Ryssby landskommun som sedan i sin tur 1971 uppgick i Ljungby kommun.

## Politik

### Mandatfördelning i Agunnaryds landskommun 1938-1946
| 5 | 7 | 7 | 1 |

| 20 |

| 5 | 6 | 9 |

| 20 |

| 5 | 5 | 1 | 9 |

| 19 |